# Producte semidirecte
En matemàtiques, i més concretament en teoria de grups, el concepte de producte semidirecte és una generalització d'un producte directe. Hi ha dos conceptes relacionats de producte semidirecte: un producte semidirecte interior és una manera particular mitjançant la qual un grup es pot construir a partir de dos subgrups, un d'ells un subgrup normal, mentre que un producte semidirecte exterior és una manera de construir un grup nou a partir de dos grups donats, emprant el producte cartesià com a conjunt i una operació de multiplicació particular. De la mateixa manera que amb els productes directes, existeix una equivalència natural entre els productes semidirectes interior i exterior, i tots dos s'acostumen a dir simplement productes semidirectes.
Per a grups finits, el teorema de Schur-Zassenhaus proporciona una condició suficient per a l'existència d'una descomposició en producte semidirecte.

## Definicions de producte semidirecte interior
Donats un grup G amb element identitat e, un subgrup H, i un subgrup normal N ◁ G, llavors les afirmacions següents són equivalents:
- G és producte dels subgrups, G = NH, on els subgrups tenen intersecció trivial, N ∩ H = {e}.
- Per a tot g ∈ G, existeixen n ∈ N i h ∈ H únics tals que g = nh.
- Per a tot g ∈ G, existeixen h ∈ H i n ∈ N únics tals que g = hn.
- La composició π ∘ i de la injecció canònica i : H → G amb la projecció natural π : G → G/N és un isomorfisme entre H i el grup quocient G/N.
- Existeix un homomorfisme G → H que és la identitat de H, i que té nucli N.

Si qualsevol d'aquestes afirmacions és certa (i per tant, totes són certes, ja que són mútuament equivalents), hom diu que G és el producte semidirecte de N i H, i s'escriu
{\displaystyle G=N\rtimes H,}
o que G és un producte semidirecte de H actuant sobre N.

## Productes semidirectes exteriors
Sigui G un producte semidirecte del subgrup normal N i el subgrup H. Sigui Aut(N) el grup de tots els automorfismes de N. L'aplicació φ : H → Aut(N) definida per φ(h) = φh, on φ(h) és la conjugació per h, és un homomorfisme de grups (cal notar que hnh−1 ∈ N, ja que N és normal en G). La combinació de N, H i φ determinen G llevat d'isomorfisme.
Donats dos grups N i H qualssevol (no cal que estiguin relacionats) i un homomorfisme de grups φ : H → Aut(N), hom pot construir un nou grup N ⋊φ H, anomenat el producte semidirecte (exterior) de N i H respecte φ, definit com
- El conjunt subjacent és el producte cartesià N × H.
- L'operació de grup, {\displaystyle \bullet }, ve determinada per l'homomorfisme, φ:

{\displaystyle {\begin{array}{lccccc}\bullet \colon &(N\rtimes _{\varphi }H)&\times &(N\rtimes _{\varphi }H)&\to &N\rtimes _{\varphi }H\\&(n_{1},h_{1})&\bullet &(n_{2},h_{2})&=&(n_{1}\varphi (h_{1})(n_{2}),\,h_{1}h_{2})\\&&&&=&(n_{1}\varphi _{h_{1}}(n_{2}),\,h_{1}h_{2})\end{array}}}
per a n1, n₂ de N i h1, h₂ de H.
Això defineix un grup on l'element identitat és (eN, eH) i l'invers de l'element (n, h) és (φh−1(n−1), h−1). Els parells (n, eH) formen un subgrup normal isomorf a N, mentre que els parells (eN, h) formen un subgrup isomorf a H. El grup total és un producte semidirecte d'aquests dos subgrups en el sentit donat abans.
Recíprocament, suposi's que es té un grup G amb un subgrup normal N i un subgrup H, tal que tot element g de G es pot escriure de manera única com g = nh, amb n de N i h de H. Sigui φ: H → Aut(N) l'homomorfisme (escrit φ(h) = φh) donat per
{\displaystyle \varphi _{h}(n)=hnh^{-1}}
per a qualssevol n ∈ N, h ∈ H. Aleshores G és isomorf al producte semidirecte N ⋊φ H; i quan s'aplica l'isomorfisme al producte nh, es té la tupla (n, h). En G, es té
{\displaystyle (n_{1}h_{1})(n_{2}h_{2})=n_{1}h_{1}n_{2}\left(h_{1}^{-1}h_{1}\right)h_{2}=\left(n_{1}\varphi _{h_{1}}\left(n_{2}\right)\right)\left(h_{1}h_{2}\right)=(n_{1},h_{1})\bullet (n_{2},h_{2})}
la qual cosa demostra que l'aplicació anterior és, de fet, un isomorfisme, i també explica la regla de la multiplicació en N ⋊φ H.
El producte directe és un cas especial del producte semidirecte; per veure això, sigui φ l'homomorfisme trivial (és a dir, envia cada element de H a l'automorfisme identitat de N). Llavors N ⋊φ H és el producte directe N × H.
Una versió del lema d'escisió per a grups afirma que un grup G és isomorf a un producte semidirecte dels dos grups N i H si i només si existeixen una successió exacta curta
{\displaystyle 1\longrightarrow N{\overset {\beta }{\longrightarrow }}G{\overset {\alpha }{\longrightarrow }}H\longrightarrow 1}
i un homomorfisme de grups γ : H → G tals que α ∘ γ = idH, l'aplicació identitat de H. En aquest cas, φ : H → Aut(N) ve donada per φ(h) = φh, on
{\displaystyle \varphi _{h}(n)=\beta ^{-1}\left(\gamma (h)\beta (n)\gamma \left(h^{-1}\right)\right).}

## Exemples
El grup diedral D2n amb 2n elements és isomorf a un producte semidirecte dels grups cíclics Cn i C₂. Aquí, l'element de C₂ que no és la identitat actua sobre Cn invertint-ne els elements; això és un automorfisme perquè Cn és abelià. La presentació per a aquest grup és:
{\displaystyle \langle a,\;b\mid a^{2}=e,\;b^{n}=e,\;aba^{-1}=b^{-1}\rangle .}
Més en general, un producte semidirecte de dos grups cíclics qualssevol, denotats Cm amb generador a i Cn amb generador b, ve donat per una sola relació aba-1 = bk amb k i n coprimers; és a dir, la seva presentació és
{\displaystyle \langle a,\;b\mid a^{m}=e,\;b^{n}=e,\;aba^{-1}=b^{k}\;\rangle .}
Si r i m són coprimers, llavors ar és un generador de Cm i arba-r = bkr i, per tant, la presentació:
{\displaystyle \langle a,\;b\mid a^{m}=e,\;b^{n}=e,\;aba^{-1}=b^{k^{r}}\;\rangle }
proporciona un grup isomorf a l'anterior.
El grup fonamental de l'ampolla de Klein admet una presentació de la forma
{\displaystyle \langle a,\;b\mid aba^{-1}=b^{-1}\;\rangle }
i per tant és un producte semidirecte del grup dels enters, Z, amb Z. L'homomorfisme corresponent φ : Z → Aut(Z) ve donat per φ(h)(n) = (−1)hn.
El grup euclidià de tots els moviments rígids (isometries) del pla (aplicacions f : R² → R² tals que la distància euclidiana entre x i y és igual a la distància entre f(x) i f(y) per a qualssevol x i y de R²) és isomorf a un producte semidirecte del grup abelià R² (que descriu les translacions) i el grup O(2) de matrius ortogonals 2 × 2 (que descriuen les rotacions i reflexions que mantenen l'origen fixat). El fet d'aplicar una translació i després una rotació o una reflexió té el mateix efecte que aplicar la rotació o reflexió primer i llavors una translació pel vector de translació rotat o reflectit (és a dir, aplicar el conjugat de la translació original). Això demostra que el grup de translacions és un subgrup normal del grup euclidià, que el grup euclidià és un producte semidirecte del grup de translacions i O(2), i que l'homomorfisme corresponent φ : O(2) → Aut(R²) ve donat per la multiplicació matricial: φ(h)(n) = hn.
El grup ortogonal O(n) de totes les matrius ortogonals reals n × n (intuïtivament, el conjunt de totes les rotacions i reflexions de l'espai n-dimensional que mantenen l'origen fix) és isomorf a un producte semidirecte del grup SO(n) (que consisteix en totes les matrius ortogonals amb determinant 1, és a dir, les rotacions de l'espai n-dimensional) i C₂. Si es representa C₂ com el grup multiplicatiu de matrius {I, R}, on R és una reflexió de l'espai n-dimensional que manté l'origen fixat (és a dir, una matriu ortogonal amb determinant -1 que representa una involució), llavors φ : C₂ → Aut(SO(n)) ve donada per φ(H)(N) = HNH-1 per a qualssevol H de C₂ i N de SO(n). En el cas no trivial (H no és la identitat), això vol dir que φ(H) és una conjugació d'operacions per la reflexió (se substitueixen un eix de rotació i la direcció de rotació per la seva imatge especular).
El grup de transformacions semilineals d'un espai vectorial V sobre un cos K, denotat per ΓL(V), és isomorf a un producte semidirecte del grup lineal GL(V) (que és un subgrup normal de ΓL(V)) i el grup d'automorfismes de K.
En cristal·lografia, el grup espacial d'un cristall es pot separar com el producte semidirecte del grup puntual i el grup de translacions si i només si el grup espacial és simòrfic. Els grups espacials no simòrfics tenen grups puntuals que ni tan sols són subconjunts del grup espacial, la qual cosa motiva que la seva anàlisi sigui tan complicada.

## Propietats
Si G és el producte semidirecte del subgrup normal N i el subgrup H, i tant N com H són finits, llavors l'ordre de G és igual al producte dels ordres de N i H. Això és una conseqüència del fet que G té el mateix ordre que el producte semidirecte exterior de N i H, que té el producte cartesià N × H com a conjunt subjacent.

### Relació amb els productes directes
Suposi's que G és un producte semidirecte del subgrup normal N i el subgrup H. Si H també és normal en G, o equivalentment, si existeix un homomorfisme G → N que és la identitat de N, llavors G és el producte directe de N i H.
Hom pot interpretar que el producte directe de dos grups N i H és el producte semidirecte de N i H respecte φ(h) = idN per a tot h de H.
Cal notar que, en un producte directe, l'ordre dels factors no és important, ja que N × H és isomorf a H × N. Això no és cert en general per als productes semidirectes, perquè els dos factors juguen diferents rols. Addicionalment, el resultat d'un producte semidirecte (propi) a través d'un homomorfisme no trivial mai no és un grup abelià, encara que sigui un producte de grups abelians.

### No-unicitat de productes semidirectes productes (i altres exemples)
Al contrari del que passa amb el producte directe, un producte semidirecte de dos grups no és únic, en general: si G i G' són dos grups que contenen còpies isomorfes de N com a subgrup normal i H com a subgrup, i tots dos són productes semidirectes de N i H, llavors no és cert que G i G' siguin isomorfs, perquè el producte semidirecte també depèn de l'elecció de l'acció de H sobre N.
Per exemple, hi ha quatre grups no isomorfs d'ordre 16 que són productes (semi)directes de C₈ i C₂; C₈ és necessàriament un subgrup normal en aquest cas perquè té índex 2 en un grup d'ordre 16. Un d'aquests quatre productes (semi)directes és el producte directe, mentre que els altres tres són grups no abelians:
- El grup diedral d'ordre 16
- El grup quasidiedral d'ordre 16
- El grup d'Iwasawa d'ordre 16

Vegeu l'Exemple 3 de  per consultar els grafs de Cayley d'aquests grups.
Si un grup donat és un producte semidirecte, llavors no hi ha cap garantia que aquesta descomposició sigui única. Per exemple, hi ha un grup d'ordre 24 (l'únic que conté sis elements d'ordre 4 i sis elements d'ordre 6) que es pot expressar com a producte semidirecte de les maneres següents: (D₈ ⋉ C₃) ≃ (C₂ ⋉ Q₁₂) ≃ (C₂ ⋉ D₁₂) ≃ (D₆ ⋉ V).

### Existència
En general, no es coneix cap caracterització (és a dir, una condició necessària i suficient) per a l'existència de productes semidirectes de grups. Tanmateix, sí que es coneixen algunes condicions que en garanteixen l'existència en alguns casos. Per a grups finits, el teorema de Schur-Zassenhaus garanteix l'existència d'un producte semidirecte quan l'ordre del subgrup normal és coprimer amb l'ordre del grup quocient.
Per exemple, el teorema de Schur-Zassenhaus implica l'existència d'un producte semidirecte entre els grups d'ordre 6; hi ha dos tals productes, un dels quals és un producte directe, i l'altre un grup diedral. D'altra banda, el teorema de Schur-Zassenhaus no diu res sobre els grups d'ordre 4 o els grups d'ordre 8, per exemple.

## Generalitzacions
En l'àmbit de la teoria de grups, la construcció de productes semidirectes encara es pot generalitzar més. El producte Zappa-Szép de grups és una generalització que, en la seva versió interior, no pressuposa que cap dels subgrups sigui normal.
També existeix una construcció similar en teoria d'anells, el producte creuat d'anells. Aquest producte es construeix de la forma natural a partir de l'anell grup per a un producte semidirecte de grups. Aquesta aproximació teòrica per a anells es pot generalitzar encara més fins a arribar a la suma semidirecta d'àlgebres de Lie.
En geometria, també existeix un producte creuat per a accions de grup sobre un espai topològic; malauradament, en general és no commutatiu, fins i tot si el grup és abelià. En aquest context, el producte semidirecte és l'espai d'òrbites de l'acció de grup. Aquest últim tipus d'aproximació ha estat liderada per Alain Connes com una manera de substituir l'aproximació tradicional topològica.

### Groupoides
Els grupoides també admeten una altra generalització del producte semidirecte. Hom es troba aquesta noció en topologia perquè, si un grup G actua sobre un espai X, també actua sobre el grupoide fonamental π1(X) de l'espai. El producte semidirecte π1(X) ⋊ G és útil per tal de trobar el grupoide fonamental de l'espai d'òrbites X/G.

### Categories
En categories abelianes, no existeixen productes semidirectes no trivials. De fet, el lema d'escissió demostra que tot producte semidirecte és un producte directe. Així, l'existència de productes semidirectes implica que la categoria en qüestió no és abeliana.

## Notació
Habitualment, el producte semidirecte d'un grup H que actua sobre un grup N (en la majoria de casos per conjugació com a subgrups d'un grup comú) es denota per N ⋊ H o H ⋉ N. Tanmateix, algunes fonts bibliogràfiques poden utilitzar aquest símbol amb el significat contrari. Si cal fer explícita l'acció φ : H → Aut(N), també es pot escriure N ⋊φ H. Una manera d'interpretar el símbol N ⋊ H és com una combinació del símbol per al subgrup normal (◁) i el símbol per al producte (×). Barry Simon, en el seu llibre sobre teoria de representació de grups, utilitza la notació inusual {\displaystyle N\operatorname {\circledS _{\varphi }} H} per al producte semidirecte.
Unicode identifica quatre variants per a aquest símbol:
| Símbol | Valor  | MathML | Descripció Unicode                     |
| ------ | ------ | ------ | -------------------------------------- |
| ⋉      | U+22C9 | ltimes | LEFT NORMAL FACTOR SEMIDIRECT PRODUCT  |
| ⋊      | U+22CA | rtimes | RIGHT NORMAL FACTOR SEMIDIRECT PRODUCT |
| ⋋      | U+22CB | lthree | LEFT SEMIDIRECT PRODUCT                |
| ⋌      | U+22CC | rthree | RIGHT SEMIDIRECT PRODUCT               |
Aquí, la descripció d'Unicode del símbol rtimes diu "RIGHT NORMAL FACTOR" (factor normal dret), en contraposició al seu significat habitual en la pràctica matemàtica, on el subgrup normal és el factor esquerre.
En LaTeX, les instruccions \rtimes i \ltimes generen els caràcters corresponents.